# Szotkówka
Szotkówka, nebo česky Šotkůvka, je řeka a pravostranný přítok řeky Olza (Olše) patřící do povodí veletoku Odra. Tok řeky leží v okrese Rybnik, ve městě/městském okrese Jastrzębie-Zdrój a okrese Wodzisław, v jižním Polsku a Horním Slezsku. Geograficky patří do Slezského vojvodství převážně do vysočiny mezoregionu Płaskowyż Rybnicki (součást Slezské vysočiny) a malou částí do polského úseku nížiny Ostravská pánev (polsky Kotlina Ostrawska, součást Severních Vněkarpatských sníženin).

## Popis toku
Řeka o délce 21,29 km, pramení ve vesnici Świerklany (gmina Świerklany, okres Rybnik) v jižní části vysočiny Płaskowyż Rybnicki poblíž dálnice A1. Největším městem na jejím toku je Jastrzębie-Zdrój a největším přítokem Szotkówky je řeka Leśnica. Na dolním toku řeky jsou meandry. Soutok řek Olza a Szotkówka se nachází na česko-polské státní hranici mezi vesnicemi Godów a Łaziska ve gmině Godów.

## Další informace
Řeka se také využívá ke sportovnímu rybolovu a kanoistice. Kolem části dolního toku řeky vede česko-polská cyklostezka Železná cyklotrasa.

## Galerie

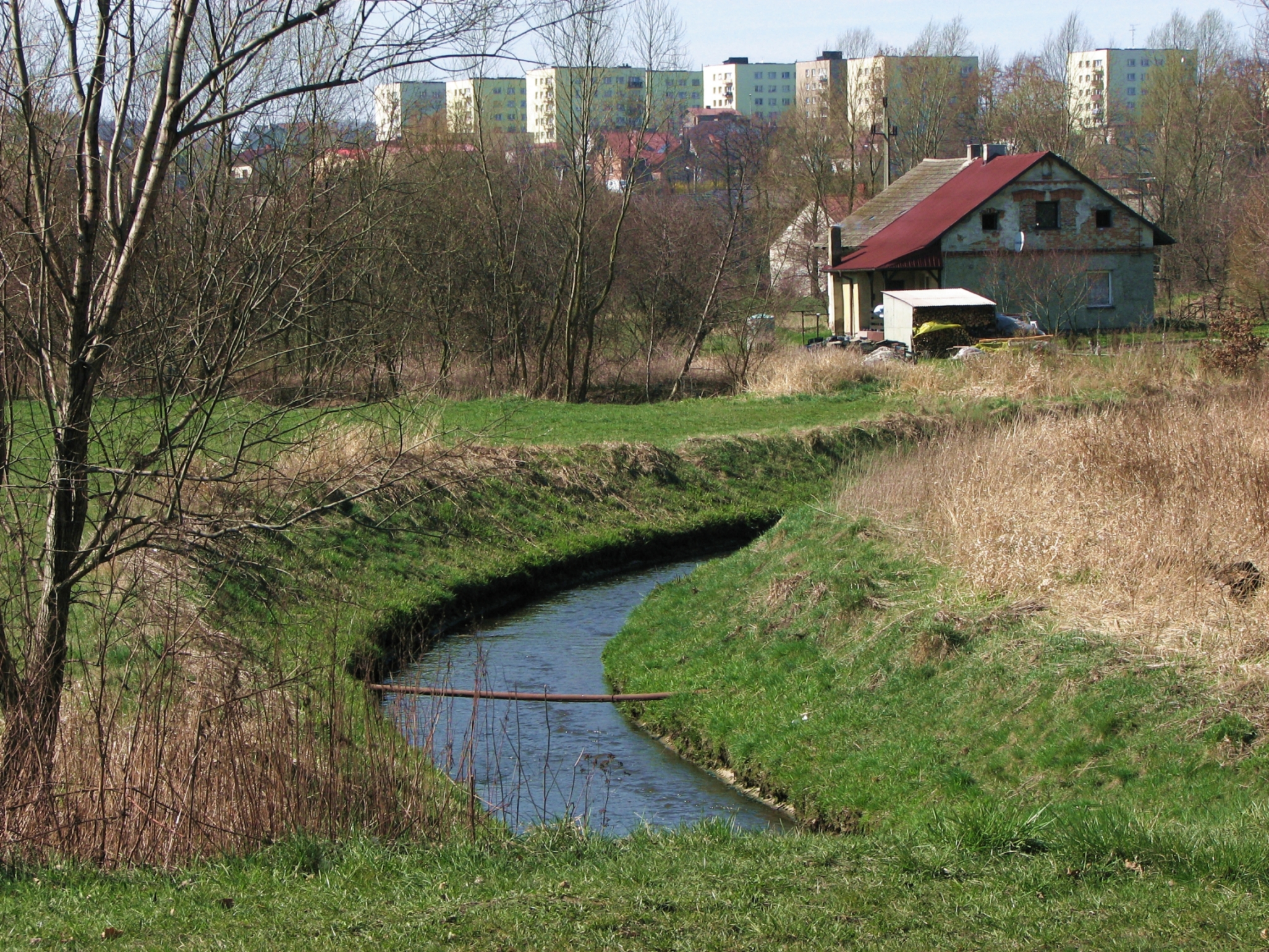
Jastrzębie Zdrój
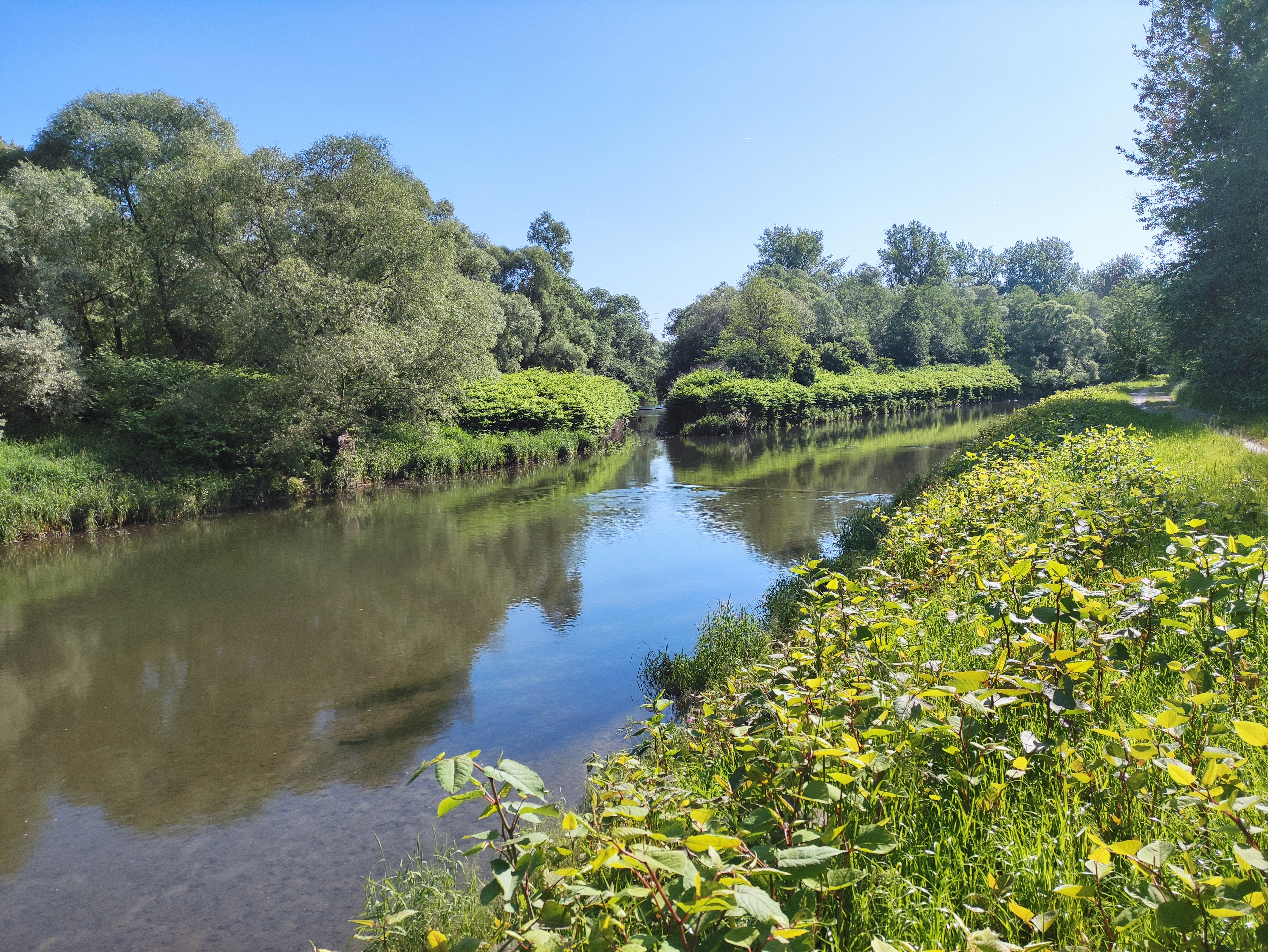
Soutok řek Szotkówka a Olza